# Kathleen Rubins
Kathleen Hallisey Rubins (* 14. Oktober 1978 in Farmington, Connecticut) ist eine US-amerikanische Raumfahrerin.

## Astronautentätigkeit
Rubins wurde am 29. Juni 2009 in die 20. NASA-Astronautengruppe gewählt. Die Grundausbildung schloss sie im Juni 2011 ab.
2013 wurde Rubins für einen Langzeitaufenthalt an Bord der Internationalen Raumstation (ISS) nominiert. Sie startete am 7. Juli 2016 zusammen mit dem russischen Kosmonauten Anatoli Iwanischin und dem japanischen Astronauten Takuya Ōnishi im Raumschiff Sojus MS-01 zur ISS. Dort arbeitete sie bis zum 30. Oktober 2016 als Bordingenieurin der ISS-Expeditionen 48 und 49. Sie führte als erster Mensch eine DNA-Sequenzierung im All durch.
Zu einem zweiten Aufenthalt auf der ISS startete sie am 14. Oktober 2020 – ihrem 42. Geburtstag – im Raumschiff Sojus MS-17. Zusammen mit Sergei Ryschikow, Sergei Kud-Swertschkow und vier weiteren Raumfahrern arbeitet sie dort bis zum 16. April 2021 als Bordingenieurin der ISS-Expedition 64.
2016 und 2020 gab Rubins ihre Stimme bei der Wahl des US-Präsidenten im Weltall ab.
Im Dezember 2020 wurde Rubins als Kandidatin für Mondflüge im Rahmen des Artemis-Programms ausgewählt.
Am 17. April 2021 kehrte sie wohlbehalten vom vorerst letzten Aufenthalt auf der ISS zur Erde zurück.

## Privates
Rubins ist verheiratet und hat keine Kinder. Ihre Hobbys sind Tauchen und Triathlon.